# Топрак, Эрдоган
Эрдоган Топрак (род. 1961, Адана) — турецкий политик.

## Биография
Родился в 1961 году в деревне Зейтинли близ Аданы. Окончил Анатолийский университет. После окончания университета занимался бизнесом. Являлся членом турецкой Ассоциации молодых бизнесменов (TÜGİAD), основал Ассоциацию молодых бизнесменов Бешикташа.
В 1992 году занялся политикой. В 1995 году был избран членом Великого национального собрания. Переизбирался в 1999 году. С 24 августа по 18 ноября 2002 года занимал пост министра молодёжи и спорта.
В 2011 году был снова избран членом Великого национального собрания. В 2015 году был переизбран.
В августе 2015 года премьер-министр Турции Ахмет Давутоглу предлагал Топраку, Текину Бингёлю, Ильхану Кесиджи и Айше Гюльсун Бильгехан место в правительстве, но они все отказались.